# Проток
Проток (или още пролив) е тясно водно пространство, което свързва два съседни водни басейна и разделя части от сушата. Обикновено става дума за части на световния океан (океани, морета, море и залив), но може да са също части на по-голямо езеро. Това определя стратегическата важност на протоците.
Протоците са естествени природни образувания. Там, където не съществуват протоци, но има нужда от воден път, са прокопани канали (Панамски, Суецки и други).

## Характеристики на протоците
Протоците се използват за придвижване в рамките на Световния океан. Понякога през тях преминават много кораби и такива протоци следователно са с голямо стопанско значение. Освен местоположението, в такива случаи са важни техните физически характеристики:
- Ширина на протока се нарича най-тясното място (където сушата е максимално приближена). За най-широк проток се приема Дрейк (между остров Огнена Земя и Антарктида – 1120 км),[3] а за най-тесен от протоците с интензивен морски трафик – Дарданелите (само 600 м).
- Дължина на протока се нарича разстоянието от началото до края му, което е условно определено. За най-дълъг проток се приема Мозамбикският – 1760 км.
- Дълбочината на протока (тоест най-плитката част на прага) определя колко големи кораби ще могат да преминават през него. По тази причина много протоци не са плавателни – например по-малките от Датските протоци.
- Движение на водата – често през протоците океанската вода се движи като река и пречи или подпомага плаването на корабите.

## По-важни протоци

### Между континентите
- Берингов проток – между Азия и Северна Америка;
- Дрейк – между Антарктида и Южна Америка;
- Гибралтарски проток – между Европа и Африка;
- Босфор и Дарданели – между Европа и Азия;
- Баб ел-Мандеб – между Африка и Азия.

### Между острови и континенти
- Ла Манш – между Великобритания и Европа;
- Зунд – между Зееланд и Европа;
- Месински – между Сицилия и Европа;
- Туниски (Сицилиански) – между Сицилия и Африка;
- Басов – между Тасмания и Австралия;
- Торесов – между Нова Гвинея и Австралия;
- Магеланов – между Огнена Земя и Южна Америка;
- Полкски – между Шри Ланка и Индия;
- Малакски – между Суматра и Азия;
- Мозамбикски – между Мадагаскар и Африка;
- Татарски – между Сахалин и Азия.

### Между острови
- Сейнт Джордж – между Великобритания и Ирландия;
- Бонифачо – между Сардиния и Корсика;
- Датски – между Исландия и Гренландия;
- Ла Перуз – между Хокайдо и Сахалин;
- Кук – между двата острова на Нова Зеландия.[4]

### Протоци между езера
- Кара Богаз гьол – между Каспийско море и басейна Кара Богаз гьол;
- Норт ченъл и Макинак в района на Великите езера.

## Историческо значение
Протоците имат важна роля още в древногръцката митология, особено в мита за Одисей (смята се, че Сцила и Харибда символизират Месинския проток).
През Средновековието и Новото време държавите, които са имали шанса да контролират протоци с интензивен морски трафик, са извличали от това значителни ползи във вид на такси и военно-политическо предимство. Чрез затварянето на своите протоци Дания може да държи Балтийско море недостъпно за враговете си, докато Османската империя – да прави същото за Черно море през Босфора и Дарданелите. Въпросът за последните два протока става сериозен международен въпрос през ХІХ и ХХ в., като предизвиква войни и дългосрочни стратегии от страна на европейските държави.
Отбраната на Ла Манш от инвазия на французи и германци се превръща в ключов въпрос за Великобритания. Заради това тя развива своя силен флот и държи на неутралитета на земите на днешна Белгия.
В морското право протоците между различни части на открито море или между пространства с режим на изключителна икономическа зона са международни. Преминаването през тях е регламентирано от Конвенцията по морско право на ООН от 1982 г., освен в случаите, когато водят към вътрешно море и правният им режим е определен със специални международни споразумения.